# Doreen Amata
Doreen Amata (née le 5 juin 1988 à Lagos) est une athlète nigériane, spécialiste du saut en hauteur.

## Carrière
En 2007, Doreen Amata remporte son premier titre majeur en s'imposant aux Jeux africains avec 1,89 m. En 2008, elle porte son record personnel et national à 1,95 m le 3 juillet 2008 à Abuja, mesure qualificative pour les Jeux olympiques de Pékin. Lors de ces Jeux, elle est la première éliminée des qualifications (1,89 m).
En 2009, la Nigériane saute à 1,89 m. En 2010, elle ne participe à aucune compétition pour cause de maternité.
Elle égale ce record uniquement en 2011 mais à deux reprises : à Eberstadt le 16 juillet puis à Daegu le 1er septembre lors des championnats du monde. Lors de la finale, la Nigériane se classe huitième avec 1,93 m. Elle conserve ensuite son titre des Jeux africains de Maputo en franchissant 1,80 m.
En 2012, elle est blessée durant la majeure partie de la saison mais réalise sa meilleure performance de la saison lors des Jeux olympiques de Londres où elle est éliminée avec 1,90 m. Peu avant, elle échouait au pied du podium des Championnats d'Afrique (1,75 m) remportés par la Seychelloise Lissa Labiche (1,86 m).
Ses performances en 2013 et 2014 demeurent moyennes : gênée par des problèmes techniques, elle ne participe pas aux Championnats d'Afrique et aux Jeux du Commonwealth.
Elle parvient à retrouver son meilleur niveau lorsqu'elle saute le 23 mai 1,94 m à Dakar, avant d'échouer à 2 mètres. C'est une performance qui se situe à 1 centimètre de son record. Très régulière tout le long de la saison, elle accède pour la deuxième fois à la finale des championnats du monde où elle se classe douzième (1,88 m). En fin de saison elle obtient la deuxième place (1,85 m)à l'occasion des Jeux africains de Brazzaville et ne s'ocrtroie pas un troisième titre consécutif, battue par la Seychelloise Lissa Labiche (1,91 m).
En 2016, elle ouvre sa saison le 29 janvier à Split où elle franchit 1,85 m. C'est sa première saison en salle depuis 2008 où elle avait porté son record à 1,89 m. Le 4 février, lors du meeting de Banská Bystrica, elle s'impose avec un bond à 1,93 m au premier essai, nouveau record national,. Elle échoue ensuite à 1,98 m, performance qui aurait été synonyme de record d'Afrique et de qualification pour les Championnats du monde en salle de Portland. Le 13 février, la Nigériane égale à nouveau cette marque d'1,93 m lors du meeting de Hustopeče avant d'échouer deux fois à 1,95 m et une fois à 1,97 m. Elle se classe deuxième du concours derrière la Sainte-Lucienne Levern Spencer (1,95 m).
Le 20 mars 2016, Amata se classe 9e de la finale des championnats du monde en salle de Portland avec 1,89 m, échouant à 1,93 m.
Le 30 avril, elle se classe 2e ex-aecquo des Drake Relays avec 1,85 m, derrière Levern Spencer (1,95 m).

## Palmarès
| Date | Compétition                    | Lieu           | Résultat | Marque |
| ---- | ------------------------------ | -------------- | -------- | ------ |
| 2007 | Jeux africains                 | Alger          | 1re      | 1,89 m |
| 2008 | Championnats d'Afrique         | Addis-Abeba    | finale   | NM     |
| 2011 | Jeux africains                 | Maputo         | 1re      | 1,80 m |
| 2011 | Championnats du monde          | Daegu          | 7e       | 1,93 m |
| 2012 | Championnats d'Afrique         | Porto-Novo     | 4e       | 1,75 m |
| 2015 | Championnats du monde          | Pékin          | 12e      | 1,88 m |
| 2015 | Jeux africains                 | Brazzaville    | 2e       | 1,85 m |
| 2016 | Championnats du monde en salle | Portland       | 9e       | 1,89 m |
| 2016 | Championnats d'Afrique         | Durban         | 2e       | 1,82 m |
| 2016 | Jeux olympiques                | Rio de Janeiro | 27e      | 1,89 m |
| 2018 | Jeux du Commonwealth           | Gold Coast     | 10e      | 1,80 m |
| 2019 | Jeux africains                 | Rabat          | 5e       | 1,78 m |

## Records
| Épreuve         | Épreuve   | Marque      | Lieu                          | Date                                                          |
| --------------- | --------- | ----------- | ----------------------------- | ------------------------------------------------------------- |
| Saut en hauteur | Plein air | 1,95 m (NR) | Abuja Eberstadt Daegu Atlanta | 3 juillet 2008 16 juillet 2011 1er septembre 2011 29 mai 2016 |
| Saut en hauteur | En salle  | 1,93 m (NR) | Banská Bystrica Hustopeče     | 4 février 2016 13 février 2016                                |